# دائرة ألمانيا الانتخابية
دائرة ألمانيا الانتخابية هي واحدة من الدوائر الانتخابية للتونسيين في الخارج الذين يبلغ عددهم 6، إضافة إلى ال27 دائرة انتخابية في داخل تونس.

تتكون هذه الدائرة من من كامل تراب ألمانيا. خصص لهذه الدائرة مقعد واحد من جملة 217 مقعد في مجلس نواب الشعب

## نتائج الانتخابات

### المجلس التأسيسي 2011
| الحزب                                     | الحزب                    | الأصوات | النسبة | المقاعد |
| ----------------------------------------- | ------------------------ | ------- | ------ | ------- |
|                                           | حركة النهضة              | 707 5   | 42.3%  | 1       |
|                                           | المؤتمر من أجل الجمهورية | 288 2   | 17%    | 0       |
|                                           | التكتل الديمقراطي        | 788 1   | 13.3%  | 0       |
|                                           | العريضة الشعبية          | 088 1   | 8.07%  | 0       |
|                                           |                          |         |        |         |
| المجموع                                   | المجموع                  | 289 13  | 100%   | 1       |
|                                           |                          |         |        |         |
| الأصوات الصحيحة                           | الأصوات الصحيحة          | 289 13  | 98.54% |         |
| الملغاة                                   | الملغاة                  | 144     | 1.07%  |         |
| البيضاء                                   | البيضاء                  | 53      | 0.39%  |         |
|                                           |                          |         |        |         |
| المصوتين (نسبة المشاركة)                  | المصوتين (نسبة المشاركة) | 486 13  | 21.36% |         |
| الإمتناع عن التصويت                       | الإمتناع عن التصويت      | 943 49  | 78.74% |         |
| مجموع المسجلين                            | مجموع المسجلين           | 429 63  | 100%   |         |
| المصدر: الهيئة العليا المستقلة للانتخابات |                          |         |        |         |

### التشريعية

#### 2014
| الحزب                                     | الحزب                    | الأصوات | النسبة | المقاعد |
| ----------------------------------------- | ------------------------ | ------- | ------ | ------- |
|                                           | نداء تونس                | 013 3   | 40.95% | 1       |
|                                           | حركة النهضة              | 643 2   | 35.92% | 0       |
|                                           |                          |         |        |         |
| المجموع                                   | المجموع                  |         | 100%   | 1       |
|                                           |                          |         |        |         |
| الأصوات الصحيحة                           | الأصوات الصحيحة          | 358 7   | 100%   |         |
| الملغاة/البيضاء                           | الملغاة/البيضاء          | ?       | ?      |         |
|                                           |                          |         |        |         |
| المصوتين (نسبة المشاركة)                  | المصوتين (نسبة المشاركة) | 358 7   | 29.03% |         |
| الإمتناع عن التصويت                       | الإمتناع عن التصويت      | 989 17  | 70.97% |         |
| مجموع المسجلين                            | مجموع المسجلين           | 347 25  | 100%   |         |
| المصدر: الهيئة العليا المستقلة للانتخابات |                          |         |        |         |

#### الجزئية 2017
في 6 سبتمبر 2017، أجرى رئيس الحكومة يوسف الشاهد تحويرا وزاريا عين من خلاله نائب ألمانيا حاتم شهر الدين الفرجاني (نداء تونس) في منصب كاتب دولة لدى وزير الخارجية مكلف بالدبلوماسية الإقتصادية. بموجب هذا التعيين توجب على الفرجاني الاستقالة من منصبه كنائب في مجلس نواب الشعب، وأصبح المقعد المخصص للتونسيين بألمانيا شاغرا، وبموجب القانون الانتخابي، يجب تنظيم انتخابات جزئية في هذه الدائرة الانتخابية، وهو ما وقع أيام 15 و16 و17 ديسمبر 2017.
| الحزب                                     | الحزب | الأصوات | النسبة | المقاعد |
| ----------------------------------------- | --- | ------- | ------ | ------- |
|                                           | القائمة المستقلة «أمل» مدعوم من المؤتمر من أجل الجمهورية وحراك تونس الإرادة وحركة وفاء وحزب التشغيل والتنمية وحزب البناء الوطني والحزب التونسي وحزب الخيار الثالث وحركة الفقراء. | 284     | 21.83% | 1       |
|                                           | نداء تونس مدعوم من حركة النهضة | 253     | 19.45% | 0       |
|                                           | حزب التيار الديمقراطي | 135     | 10.38% | 0       |
|                                           | مشروع تونس | 132     | 10.15% | 0       |
| 22 قائمة أخرى                             | 22 قائمة أخرى | 497     | 38.19% | 0       |
|                                           | |         |        |         |
| الأصوات الصحيحة                           | الأصوات الصحيحة | 301 1   | 98.12% |         |
| البيضاء                                   | البيضاء | 17      | 1.28%  |         |
| الملغاة                                   | الملغاة | 8       | 0.60%  |         |
| المجموع                                   | المجموع | 326 1   | 100%   |         |
|                                           | |         |        |         |
| المشاركة                                  | المشاركة | 326 1   | 5.02%  |         |
| الإمتناع عن التصويت                       | الإمتناع عن التصويت | 112 25  | 94.98% |         |
| مجموع المسجلين                            | مجموع المسجلين | 438 26  | 100%   |         |
| المصدر: الهيئة العليا المستقلة للانتخابات | |         |        |         |

## قائمة النواب
| المجلس                                      | النائب | النائب                  | النائب | النائب                                      |
| ------------------------------------------- | ------ | ----------------------- | ------ | ------------------------------------------- |
| المجلس الوطني التأسيسي (2011–2014)          |        | فتحي العيادي            |        | حركة النهضة                                 |
| مجلس نواب الشعب - المدة الأولى (2014–2019)  |        | حاتم شهر الدين الفرجاني |        | نداء تونس (ديسمبر 2014 - سبتمبر 2017)       |
| مجلس نواب الشعب - المدة الأولى (2014–2019)  |        | ياسين العياري           |        | القائمة المستقلة «أمل» (ديسمبر 2017 - 2019) |
| مجلس نواب الشعب - المدة الثانية (2019–2024) |        | موسى بن أحمد            |        | حركة النهضة                                 |

## مقالات ذات صلة
- الانتخابات في تونس